# Motorový vůz M 131.2
Motorové vozy řady M 131.2 (od 1. ledna 1988 řada 890) jsou železniční motorové vozy pro montáž a opravy trolejového vedení ČSD. Vznikly přestavbou starších motorových vozů řady M 131.1 (známých „hurvínků“) mezi lety 1967 a 1980. Celkem bylo takto upraveno 85 vozů pro normální rozchod a dalších pět pro rozchod 1 524 mm, ty byly označeny jako řada M 131.52.

## Konstrukce
Přestavba osobních vozů na vozy služební se základní konstrukce vozidel nedotkla. Jednalo se o lehké, dvounápravové vozy s ocelovým rámem a přinýtovanou osmibokou vozovou skříní. Nad jedním stanovištěm strojvedoucího byla na střechu nainstalována prohlídková kabina, do které se dalo vstoupit po schůdkách v interiéru vozu. Na střeše se dále nacházela prohlídková plošina a nad druhým stanovištěm strojvedoucího zkušební pantograf. V interiéru vozu byla zřízena dílna se skladem materiálu a nářadí. Vytápění bylo zajištěno buď naftovým teplovzdušným topením nebo kamny na uhlí. Pojezdu a hnacích agregátů se přestavba vůbec nedotkla.

## Vývoj, výroba a provoz

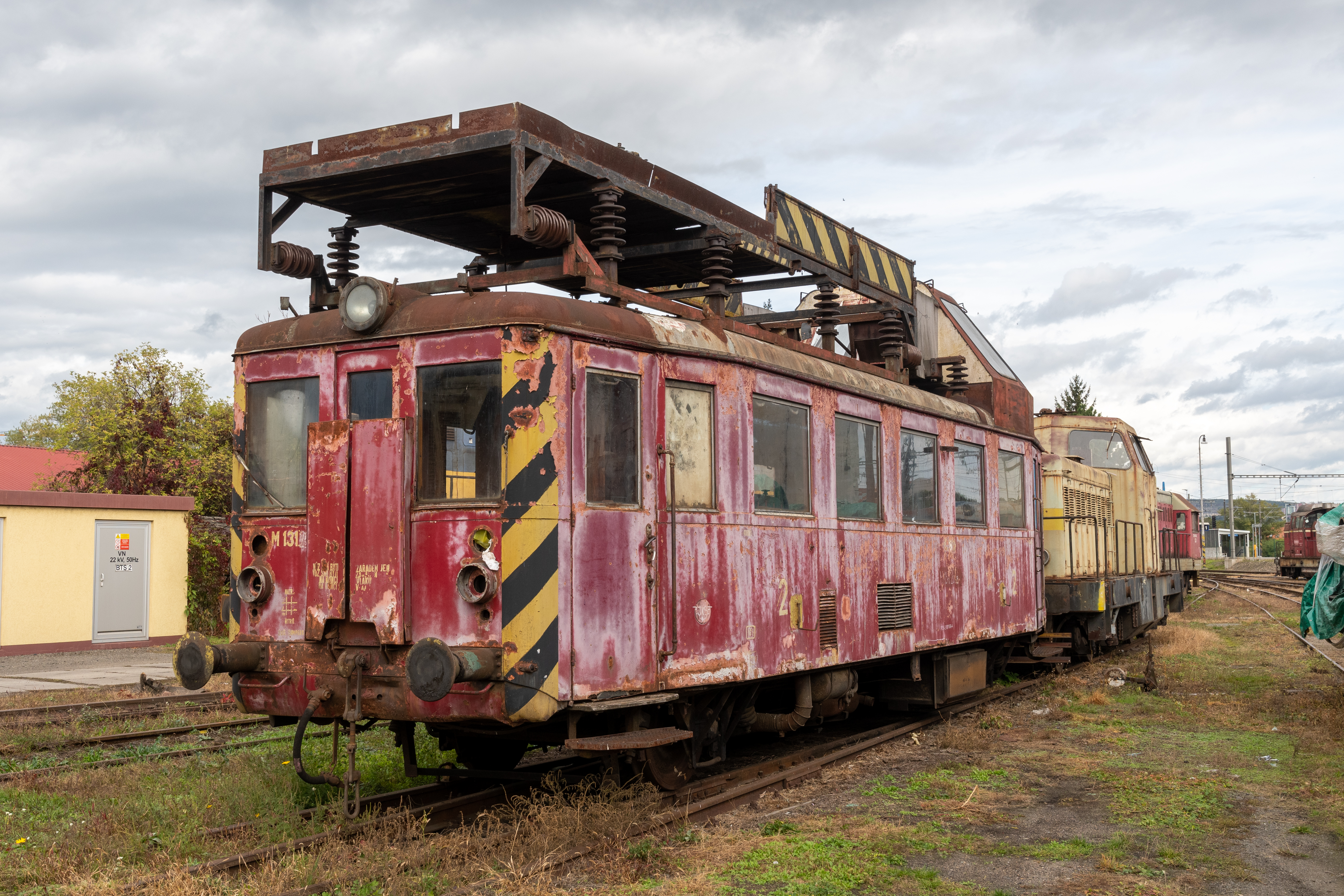
Vůz M 131.2069 v předrenovačním stavu

Řada M 131.2 vznikla z důvodu nedostatku montážních vozidel trolejového vedení. Přestavby starších „hurvínků“ probíhaly v ŽOS České Velenice, ŽOS Šumperk (nyní Pars nova) a v jednotlivých lokomotivních depech ČSD (především v Břeclavi a Nymburku). Prvních pět vozů bylo rekonstruováno v roce 1967 a do roku 1970 (včetně) jich sloužilo již 34 kusů. Začátkem 70. let byly dodány nové motorové vozy řady M 250.0, proto byly přestavby zastaveny. 35. vůz řady M 131.2 vznikl až v roce 1975, následujícího roku byl vůz M 131.2007 upraven pro rozchod 1 524 mm a obdržel tak první číslo nové řady M 131.5201. Další přestavby se rozběhly v roce 1977, kdy již bylo jasné, že vozy řady M 131.1 budou v blízké době v osobní dopravě nahrazeny novými motorovými vozy řady M 152.0. Rekonstrukce trvaly do roku 1980, až do vozu s inventárním číslem M 131.2085. Ve druhé polovině 70. let také vznikly další čtyři širokorozchodné vozy M 131.5202 až 5205, první z nich ještě úpravou již přestavěného vozu M 131.2008, zbylé tři již přestavbou původních osobních „hurvínků“.
Rušení postihlo řadu M 131.2 v 80. letech, po dodávkách více než stovky nových vozů řady M 153.0. Širokorozchodné vozy M 131.52 byly do roku 1985 nahrazeny řadou M 153.5 (širokorozchodná verze vozů řady M 153.0), takže se jich změna v číslování řad železničních vozidel (v platnosti od 1. ledna 1988) netýkala. Řada M 131.2 byla tehdy přeznačena na řadu 890, poslední provozní vozy byly vyřazeny v první polovině 90. let 20. století.

## Historické vozy
- M 131.2040 (Muzeum Technických Zajímavostí, ex M 131.1535)[2]
- M 131.2053 (Pardubický spolek historie železniční dopravy, ex M 131.1342)
- M 131.2069 (Klub přátel kolejových vozidel Brno, ex M 131.1261)
- M 131.2070 (LOKO-MOTIV Křimov, ex M 131.1232)